# 15507 Rengarajan
A 15507 Rengarajan (ideiglenes jelöléssel 1999 RC166) a Naprendszer kisbolygóövében található aszteroida. A LINEAR projekt keretében fedezték fel 1999. szeptember 9-én.